# Henry Booth, 1:e earl av Warrington

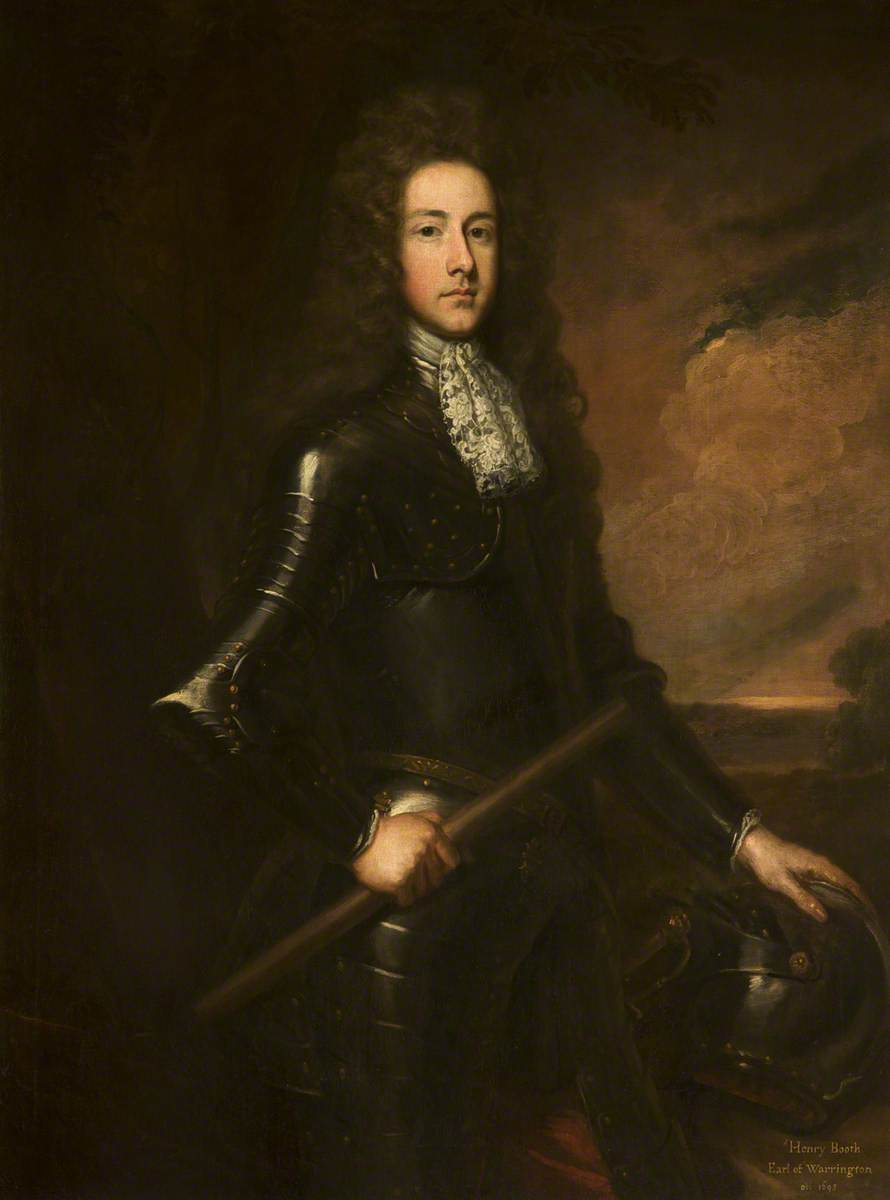
Henry Booth.

Henry Booth, 1:e earl av Warrington, född den 13 januari 1652, död den 2 januari 1694, var en engelsk politiker, son till George Booth, 1:e baron Delamer, far till George Booth, 2:e earl av Warrington.
Warrington ställde sig liksom fadern under Karl II:s senare regeringstid i opposition mot gunstlingsväldet och blev även som ivrig protestant föremål för kungens misshag. Han insattes 1683 i Towern som misstänkt för delaktighet i "Rye House Plot" och hölls som vän till Monmouth även under Jakob II en tid fängslad 1685. Vid Vilhelms av Oranien landstigning 1688 slöt han sig genast till denne med en stark frikår och belönades med höga ämbeten. Åren 1689–90 var han skattkammarkansler, men blev snart av Godolphin undanträngd från kungens förtroende, helst som han ivrade för ytterligare begränsning av kungamakten. Warrington erhöll dock earlvärdigheten vid sin nödtvungna avgång.